# Aamir Khan
Mohammed Aamir Hussain Khan (Bandra, 14 marzo 1965) è un attore, produttore cinematografico, regista e sceneggiatore indiano.

## Biografia
Ha esordito come attore già a otto anni, nel film Yaadon Ki Baaraat, per poi recitare per la prima volta da adulto nel 1984 in Holi.
Ha interpretato molte pellicole di successo a Bollywood, accanto a famose star indiane, come Karisma Kapoor, Saif Ali Khan e Preity Zinta.
Ha ricevuto varie nomination ai Filmfare Awards e ne ha vinti quattro: il primo nel 1988, come miglior attore debuttante per Qayamat Se Qayamat Tak; altri due come miglior attore protagonista nel 1996 e nel 2001, rispettivamente per i film Raja Hindustani e Lagaan - C'era una volta in India; l'ultimo nel 2006, per la migliore interpretazione critica per Rang De Basanti.
Ha anche cantato nel film Ghulam la canzone Aati Kya Khandala.
Ha prodotto tre pellicole: Lagaan, Stelle sulla terra e Jaane Tu Ya Jaane Na.
Ha scritto la sceneggiatura di Qayamat Se Qayamat Tak e Hum Hain Rahi Pyar Ke. Nel 2009 ha recitato in Ghajini. La sua unica regia finora è quella per Stelle sulla terra.
Nel 2009 ha recitato nel film 3 Idiots.

## Filmografia

### Attore

#### Cinema
- Yaadon Ki Baaraat, regia di Nasir Hussain (1973)
- Madhosh, regia di Desh Gautam (1974)

- Subah Subah, regia di Indrajeet Singh Bansal (1983)
- Holi, regia di Ketan Mehta (1985)
- Zabardast, regia di Nasir Hussain (1985)
- Qayamat Se Qayamat Tak, regia di Mansoor Khan (1988)
- Raakh, regia di Aditya Bhattacharya (1989)
- Love Love Love, regia di Babbar Subhash (1989)
- Tum Mere Ho, regia di Tahir Hussain (1990)
- Dil, regia di Indra Kumar (1990)
- Deewana Mujh Sa Nahin, regia di Y. Nageswara Rao e M. Parvez (1990)
- Jawani Zindabad, regia di Arun Bhatt (1990)
- Awwal Number, regia di Dev Anand (1990)
- Afsana Pyar Ka, regia di M.R. Shahjahan (1991)
- Dil Hai Ki Manta Nahin, regia di Mahesh Bhatt (1991)
- Jo Jeeta Wohi Sikandar, regia di Mansoor Khan (1992)
- Isi Ka Naam Zindagi, regia di Kalidas (1992)
- Daulat Ki Jung, regia di S.A. Kader (1992)
- Parampara, regia di Yash Chopra (1993)
- Hum Hain Rahi Pyar Ke, regia di Mahesh Bhatt (1993)
- Andaz Apna Apna, regia di Rajkumar Santoshi (1994)
- Baazi, regia di Ashutosh Gowariker (1995)
- Aatank Hi Aatank, regia di Dilip Shankar (1995)
- Rangeela, regia di Ram Gopal Varma (1995)
- Akele Hum Akele Tum, regia di Mansoor Khan (1995)
- Raja Hindustani, regia di Dharmesh Darshan (1996)
- Ishq, regia di Indra Kumar (1997)
- Ghulam, regia di Vikram Bhatt (1998)
- Earth, regia di Deepa Mehta (1998)
- Sarfarosh, regia di John Mathew Matthan (1999)
- Mann, regia di Indra Kumar (1999)
- Mela, regia di Dharmesh Darshan (2000)
- Lagaan - C'era una volta in India (Lagaan: Once Upon a Time in India), regia di Ashutosh Gowariker (2001)
- Dil Chahta Hai, regia di Farhan Akhtar (2001)
- The Rising (Mangal Pandey: The Rising), regia di Ketan Mehta (2005)
- Rang De Basanti, regia di Rakeysh Omprakash Mehra  (2006)
- La paura nel cuore (Fanaa), regia di Kunal Kohli (2006)
- Ghajini, regia di A.R. Murugadoss (2008)
- 3 Idiots, regia di Rajkumar Hirani (2009)
- Dhobi Ghat (Mumbai Diaries) (Dhobi Ghat), regia di Kiran Rao (2010)
- Delhi Belly, regia di Abhinay Deo e Akshat Verma (2011)
- Talaash, regia di Reema Kagti e Priyamvada Narayanan (2012)
- Dhoom 3, regia di Vijay Krishna Acharya (2013)
- PK, regia di Rajkumar Hirani (2014)
- Dangal, regia di Nitesh Tiwari (2016)
- Secret Superstar, regia di Advait Chandan (2017)
- Thugs of Hindostan, regia di Vijay Krishna Acharya (2018)
- Koi Jaane Na, regia di Amin Hajee (2021)
- Laal Singh Chaddha, regia di Advait Chandan (2022)

### Regista e attore

#### Cinema
- Stelle sulla terra (Taare Zameen Par) (2007)

## Doppiatori italiani
- Alessandro Quarta in Rangeela
- Pino Insegno in Stelle sulla Terra